# グッド・バイ (小説)
『グッド・バイ』は、太宰治の小説。未完のまま絶筆になった作品である。

## 概要
| 初出     | 『朝日新聞』1948年6月21日（第1回） 『朝日評論』1948年7月1日（第2回～第13回、作者の言葉） |
| 単行本   | 『人間失格』（筑摩書房、1948年7月25日） 『グッド・バイ』（八雲書店、1949年6月15日）      |
| 執筆時期 | 下記参照                                                                                 |
| 原稿用紙 | 46枚                                                                                     |

『人間失格』を書き始める前の1948年（昭和23年）3月初め、朝日新聞東京本社の学芸部長末常卓郎は三鷹の太宰の仕事場を訪れ、連載小説を書くことを依頼する。なお『グッド・バイ』は依頼を受けて初めて構想されたものではなく、すでに太宰の中で練られていたものであった。末常はこう述べている。「彼が描こうとしたものは逆のドン・ファンであつた。十人ほどの女にほれられているみめ麗しき男。これが次々と女に別れて行くのである。グッド・バイ、グッド・バイと。そして最後にはあわれグッド・バイしようなど、露思わなかつた自分の女房に、逆にグッド・バイされてしまうのだ」
その直後の3月7日、太宰は『人間失格』の執筆のため熱海の起雲閣に向かう。三鷹市、大宮市（現さいたま市）と執筆の場所を移しながら書き続け、5月10日に脱稿。5月12日に自宅に戻り、5月15日からようやく『グッド・バイ』の執筆を開始した。5月下旬、第10回までの原稿を朝日新聞社に渡した。6月13日にこの世を去ったとき、残りの第11回分から第13回分までの原稿が残されていた。

## あらすじ
雑誌「オベリスク」編集長の田島周二は先妻を肺炎で亡くしたあと、埼玉県の友人の家に疎開中に今の細君をものにして結婚した。終戦になり、細君と、先妻との間にできた女児を細君の実家にあずけ、東京で単身暮らしている。実は雑誌の編集は世間への体裁上やっている仕事で、闇商売の手伝いをして、いつもしこたまもうけている。愛人を10人近く養っているという噂もある。
戦後3年を経て、34歳の田島にも気持ちの変化が訪れた。色即是空、酒もつまらぬ。田舎から女房子供を呼び寄せて、闇商売からも足を洗い、雑誌の編集に専念しよう。
しかし、それについて、さしあたっては女たちと上手に別れなければならない。途方に暮れた田島に彼と相合傘の文士が言った。
「すごい美人を、どこからか見つけて来てね、そのひとに事情を話し、お前の女房という形になってもらって、それを連れて、お前のその女たち一人々々を歴訪する。効果てきめん。女たちは、皆だまって引下る。どうだ、やってみないか」
田島はやってみる気になり、かつぎ屋で「すごい美人」の永井キヌ子と彼の珍騒動が始まる。

## 映画

『グッドバイ』（1949年）

- 『グッドバイ』 - 1949年6月公開。新東宝。監督は島耕二、脚本は小国英雄、出演は高峰秀子、森雅之など[8]。

- 『グッドバイ〜嘘からはじまる人生喜劇〜』- 2020年2月公開。ケラリーノ・サンドロヴィッチが翻案した舞台劇の映画化。監督は成島出。出演は大泉洋、小池栄子など。

- 『さよなら グッド・バイ』 - 2022年5月公開。監督は谷健二。出演は玉城裕規、金澤美穂など。

## 漫画
2016年5月20日から2017年まで実業之日本社の『COMICリュエル』で配信された。

## テレビドラマ

### 1960年版
1960年5月20日、KRT（現：TBSテレビ）の『サンヨーテレビ劇場』で放送された。出演は金子信雄、角梨枝子ほか。
| KRT サンヨーテレビ劇場 | KRT サンヨーテレビ劇場 | KRT サンヨーテレビ劇場 |
| 前番組                 | 番組名                 | 次番組                 |
| ---------------------- | ---------------------- | ---------------------- |
| 正義派                 | グッド・バイ           | おその                 |

### 2010年版
2010年2月、TBS系列で『BUNGO -日本文学シネマ-』の一編として山崎まさよし主演で映像化された。

### 2018年版
2018年7月15日から9月30日までテレビ大阪・BSジャパン（現：BSテレビ東京）の『真夜中ドラマJ』で放送。小説を原案に漫画化した羽生生純の同名作品を原作とする。

## テレビアニメ
2010年9月29日、NHK-BS2でドラマシリーズ『太宰治短編小説集』の一編として放送された。

## 舞台作品
本作に着想を得たとする作品として、以下がある。
- バストリオ公演「グッドバイ」
  - 2013年上演、脚本・演出は今野裕一郎が担当。
- シス・カンパニー公演「グッドバイ」
  - 2013年上演、脚本は北村想、演出は寺十吾が担当[11]。
  - 第17回鶴屋南北戯曲賞を受賞（北村想）。
- メイシアタープロデュース公演「グッド・バイ」
  - 2014年上演、脚本・演出は山崎彬が担当。
- KERA・MAP公演「グッドバイ」
  - 2015年上演、脚本・演出はケラリーノ・サンドロヴィッチ（KERA）が担当[11]。
  - 第23回読売演劇大賞・最優秀作品賞、最優秀女優賞（小池栄子、キヌ子 役）、優秀演出家賞（ケラリーノ・サンドロヴィッチ）を受賞[11]。
  - 第66回芸術選奨文部科学大臣賞演劇部門（ケラリーノ・サンドロヴィッチ）を受賞[12]。
  - 2020年に『グッドバイ〜嘘からはじまる人生喜劇〜』として劇場公開。

## 関連作品
- テレビドラマ「グッド・バイ 私が殺した太宰治」（1992年6月19日、フジテレビ「金曜ドラマシアター」）
  - 太宰治（演：役所広司）を題材としたテレビドラマだが小説が原作ではない。